# Étretat
Étretat je občina v departmaju Seine-Maritime v regiji Zgornja Normandija v severozahodni Franciji. To je turistično in kmetijsko mesto, ki leži približno 32 km severovzhodno od Le Havre, na stičišču cest D 940, D 11 in D 139. Nahaja se na obali na območju Pays de Caux.

## Klifi
Etretat je najbolj znan po svojih klifih, vključno s tremi naravnimi oboki in koničasto "iglo". Te pečine in povezava z letoviščarskimi plažami, je privlačila umetnike kot so bili Eugène Boudin, Gustave Courbet in Claude Monet in so bile prikazane v romanu o Arsène Lupinu Votla igla (L'Aiguille creuse) Maurice Leblanca iz leta 1909.
Dva od treh znanih obokov Porte d'Aval in Porte d'amont sta vidna iz mesta. Manneporte je tretji in največji in ga ni mogoče videti iz mesta.
Skozi mesto poteka pohodniška pot GR 21 skozi Normandijo, ki se začne v Le Havru, se vzpenja skozi parke do Montivilliers, nato sledi apnenčastim klifom Pays de Caux in teče do Le Treporta.

## Bela ptica
Etretat je znan kot zadnje mesto v Franciji, v katerem so leta 1927 videli dvokrilno letalo Bela ptica (L'Oiseau Blanc). Francoska junaka prve svetovne vojne, Charles Nungesser in François Coli sta poskušala izvesti prvi neprekinjen let iz Pariza v New York, vendar sta po vzletu 8. maja 1927 izginila nekje nad Atlantikom. Velja za eno od velikih nepojasnjenih skrivnosti letalstva. Spomenik, ki je bil postavljen v Etretatu, je bil uničen med drugo svetovno vojno, med nemško okupacijo. Nov in višji spomenik je bil zgrajen leta 1963, skupaj z bližnjim muzejem. 

## Demografija
| \| Leto \| Prebivalcev \| \| ---- \| ----------- \| \| 1962 \| 1,379 \| \| 1968 \| 1,472 \| \| 1975 \| 1,525 \| \| 1982 \| 1,577 \| \| 1990 \| 1,565 \| \| 1999 \| 1,615 \| \| 2006 \| 1,531 \| \| 2008 \| 1,505 \| \| 2011 \| 1,469 \| |             |
| Leto | Prebivalcev |
| 1962 | 1,379       |
| 1968 | 1,472       |
| 1975 | 1,525       |
| 1982 | 1,577       |
| 1990 | 1,565       |
| 1999 | 1,615       |
| 2006 | 1,531       |
| 2008 | 1,505       |
| 2011 | 1,469       |

## Gospodarstvo
Gospodarstvo Etretata sloni predvsem na turizmu, ki daje domačinom rastoče tržišče. Samo mesto se postavlja kot številka ena med turističnimi atrakcijami v Zgornji Normandiji in je med najbolj obiskanimi skupaj z benediktinsko destilarno in muzejem v Fécampu, stolnico v Rouenu in fundacijp Claude Moneta v Givernyju.
V osemnajstem in devetnajstem stoletju je bilo del ekonomije tudi sežiganje alg na plažah. Bele oblak dima ob obali je mogoče jasno videti v sliki Etretat George Innessa (1875, Wadsworth Athenaeum). Odkritje in pridobivanje joda iz minerala v Čilu približno istem času, je v poznih 1870-ih industriji pridobivanja joda iz alg prinesla hud udarec. Vendar pa majhne količine alg v severni Franciji še vedno obirajo za proizvodnjo sode, kalija in joda.

## Pomembni ljudje
V Etretatu se je rodil Elie Halévy (1870-1937), filozof in zgodovinar.
Guy de Maupassant (1850-1893) je preživel večino svojega otroštva v Etretatu, na Les Verguies. Leta 1882 je napisal kratko zgodbo za Le gaulois z naslovom Anglež iz Etretata (L'Anglais d'Etretat), ki temelji na srečanju iz leta 1868 gosta G.E.J. Powella z angleškim pesnikom Algernon Charles Swinburneom, katerega je rešil pred utopitvijo. Dehidrirano človeško roko prikazano na eni od miz je kasneje pridobil Maupassant in z njo okrasil svoje pariško stanovanje; to ga je navdihnilo za kratko zgodbo La Main Écorchée. 
Leta 1883 je zgradil svojo hišo v Etretatu, "La Guillette", v mediteranskem slogu v "Le Grand Val", sedaj preimenovana v Rue Guy-de-Maupassant.
Jean-Baptiste Faure (1830-1914), veliki francoski operni bariton, katerega kariera je bila osredotočena na Pariz in London, je imel prav tako v lasti vilo v Étretatu. Kot prijatelj umetnika Édouarda Maneta in pronicljiv zbiralec umetnosti, je Faure naslikal amaterske slike o lokalnem okolju, tudi iz razgledne pečine.

## V slikarstvu
- Johan Barthold Jongkind, Port d’Étretat, (1852), Musée Kröller-Müller, Otterlo
- Jean-Georges Vibert, 1867, Snite Museum of Art, Indiana, États-Unis
- Claude Monet, Tempête à Étretat, 1868.
- Različica La Vague, iz opusa Étretat Gustava Courbeta iz 1869-1870
- Tableau de Vasily Polenov, 1874
- Courbet, La Falaise d’Étretat après l’orage, (1870), musée d’Orsay, Pariz.
- Giovanni Boldini - Le retour des bateaux de pêche, 1879
- Claude Monet, Étretat, 1883
- Claude Monet, Coucher de soleil à Étretat, 1883
- Claude Monet, Étretat, la plage et la porte d'Amont, 1883
- Claude Monet, Pluie à Étretat, 1884
- Claude Monet, Étretat, l'aiguille et la falaise, 1885
- Claude Monet, La Porte d'aval avec des bateaux  partant à la pêche, 1885
- Claude Monet, Marée Haute, 1885
- Claude Monet, Bateaux de pêches à Étretat, 1885
- Claude Monet, La Manneporte à Étretat, 1886